# Уотербери (Коннектикут)
Уотербери (англ. Waterbury) — город, расположенный в округе Нью-Хейвен (штат Коннектикут, США) с населением 110 366 человек по статистическим данным переписи 2010 года.
В городе имеются несколько вузов, в том числе Постонский университет.

## География
По данным Бюро переписи населения США Уотербери имеет общую площадь 74,959 км², из которых 73,864 км² занимает суша и 1,096 км² — вода. Площадь водных ресурсов составляет 1,5 % от всей его площади.
Город Уотербери расположен на высоте 83 метра над уровнем моря.

## Демография
По данным переписи населения 2010 года в Уотербери проживало 110 366 человек. Средняя плотность населения составляла около 1472,4 человек на один км².
Расовый состав города по данным переписи распределился следующим образом: 64 864 (58,8 %) — белых, 22 138 (20,1 %) — чёрных или афроамериканцев, 1989 (1,8 %) — азиатов, 626 (0,6 %) — коренных американцев, 38 (0,03 %) — выходцев с тихоокеанских островов, 15 610 (14,1 %) — других народностей, 5101 (4,6 %) — представителей смешанных рас. Испаноязычные или латиноамериканцы составили 31,2 % от всех жителей (34 446 человек).
Население по возрастному диапазону по данным переписи распределилось следующим образом: 28 265 человек (25,6 %) — жители младше 18 лет, 28 240 человек (25,6 %) — от 18 до 24 лет, 15 600 человек (14,1 %) — от 25 до 34 лет, 22 413 человек (20,3 %) — от 35 до 49 лет, 1905 человек (1,7 %) — от 50 до 64 лет и 13 943 человека (12,6 %) — в возрасте 65 лет и старше. Средний возраст жителей составил 35,2 года. Женщины составили 52,4 % (57 849 человек), мужчины 47,6 % (52 517 человек).

## Города-побратимы
- Лиссабон, Португалия
- Понтеландольфо, Италия